# 재크 페트릭
재크 버나드 페트릭(Zach Bernard Petrick, 1989년 7월 29일 ~ )은 미국의 야구 선수이자, 전 KBO 리그 삼성 라이온즈의 투수이다.

## 미국 프로야구 시절
2012년에 세인트루이스 카디널스 루키 팀에 입단하였고, 2014년에 트리플 A로 승격되었다.

## 일본 프로야구 시절
2016년에 요코하마 DeNA 베이스타스에 입단하였다.

## 한국 프로야구 시절

### 삼성 라이온즈시절
2017년 1월 31일 삼성 라이온즈로 45만 달러의 조건으로 입단하였다. 앤서니 레나도의 부상으로 인해 개막전 선발투수로 낙점됐다. 2017 시즌 삼성 라이온즈에서 8월 21일까지 2승 8패를 기록했으나, 견고한 투구로 대부분이 퀄리티스타트였다. 그러나 갈수록 긴 이닝을 소화하지 못하고 부진한 투구를 보여주었다. 2017 시즌 25경기에 등판해 3승 10패, 평균자책점 6.18을 기록하였다.